# Burgstall im Dürnbucher Forst I
Der Burgstall im Dürnbucher Forst I liegt 1900 m südöstlich von Umbertshausen, heute einem Gemeindeteil der niederbayerischen Stadt Neustadt an der Donau im Landkreis Kelheim. Der im gemeindefreien Dürnbucher Forst gelegene Ebenerdige Ansitz wird als „ebenerdiger mittelalterlicher Ansitz“ unter der Aktennummer D-2-7236-0073 im Bayernatlas aufgeführt. Die Anlage wird als Vorgängerbau des von hier 460 m südwestlich gelegenen Burgstalls angesehen.

## Beschreibung
Diese Anlage liegt zwischen dem Quellkessel des Kaltenbrunner Bachs und einem südwestlich davon gelegenen Erosionsgraben auf einer nach Nordwesten gerichteten Geländezunge. Vor dem Zusammentreffen dieser beiden Eintiefungen wird das Burgareal von einem Wall-Graben-System vom Hinterland abgetrennt. 30 m südöstlich hinter der Spitze der Geländezunge zieht sich ein 60 m langer, 1 m hoher und 6 m breiter Schildwall in abgerundeter Form zwischen dem Kaltenbrunner Bach und der Erosionsrinne hin. Ihm folgt ein 1,5 m tiefer und 6 m breiter Graben mit einem 3 m breiten und bis zu 0,4 m hohen Randwall. Eine 4 m breite Toröffnung befindet sich in der Mitte des Wall-Graben-Systems. Die abgetrennte Innenfläche ist annähernd rundlich und fällt nach Nordwesten ab. Eingrabungstrichter aus rezenter Zeit liegen am westlichen Teil des Randwalls und am nordöstlichen Teil des Schildwalls; hier wurde offensichtlich Material für den Bau eines Dammes für einen Fischweiher entnommen.
Unmittelbar an der Anlage führte ein Altweg vorbei, der von Münchsmünster und Vohburg nach Elsendorf im Abenstal führte; diese sogenannte Hochstraße stellt eine vorrömische Verkehrsverbindung dar, die dann auch in römischer Zeit genutzt wurde.